# الصابون المضاد للبكتريا
الصابون المضاد للبكتريا:
هو صابون يحتوي على مكونات كيمائية تهدف إلى المساعدة على قتل البكتريا. حيث ان اغلب الصابون المضاد للبكتريا يحتوي على مادة ال triclosan، ولكن يتم استخدام مضافات كيميائية الأخرى.
فعالية المنتجات التي تحمل العلامة التجارية على أنها مضادة للبكتيريا مشكوك بها من قبل بعضا من الباحثين ومن قبل إدارة الغذاء والدواء الأمريكية ال FDA –) (Food and Drug Administration -.

## تاريخ المنتج
أول صابون مضاد للبكتيريا هو الصابون الكربولي، والذي استخدم ما يصل إلى 5٪ من الفينول (حمض الكربوليك). وقد أدى الخوف بشأن سلامة الجلد من المكونات الكيميائية في الصابون الكربولي إلى حظر بعض من هذه المكونات الكيميائية.
لطالما كان يتم استخدم التريكلوزان (triclosan) وغيره من المحاليل المضادة للبكتيريا في منتجات التنظيف التجارية في المستشفيات والمراكز الصحية، ولكن بدأ استخدامها في منتجات التنظيف المنزلية خلال التسعينيات.

## المكونات
التريكلوزان (triclosan) وال تريكلوكربان (triclocarban) هما المادتان الأكثر استخداما في صناعة الصابون المضاد للبكتريا. ولكن يتم استخدام مواد أخرى بكثرة مثل: كلوريد البنزالكونيوم (Benzalkonium chloride)، وكلوريد البنزيثونيوم (benzethonium chloride)، وكلوروزايلينول (chloroxylenol).

## فعالية الصابون
بعض المصادر تدعي بان الصابون المضاد للبكتريا فعال بسبب المعرفة ان مادة التريكلوزان تعيق نمو أنواع متعددة من البكتريا وبعض الفطريات، ولكن أشارت المراجعات الحديثة إلى أن الصابون المضاد للبكتيريا ليس أفضل من الصابون العادي في الوقاية من المرض أو تقليل البكتيريا على أيدي مستخدميها.
في سبتمبر 2016، حظرت إدارة الغذاء والدواء الأمريكية (FDA) استخدام المكونات الشائعة المضادة للبكتيريا مثل التريكلوزان والتريكلوكربان، و17 مكونًا آخر يستخدموا بشكل متكرر في الصابون «المضاد للبكتيريا»، بسبب عدم وجود معلومات كفاية حول الآثار الصحية طويلة لاستخدام هؤلاء المواد الكيميائية، وبسبب نقص الأدلة على فعاليتها من الأساس.
وصرحت ال (FDA) ان «لا يوجد معلومات تثبت ان استخدام الصابون المضاد للبكتريا أفضل بالوقاية من الامراض من استخدام الصابون العادي والماء». وأكدت إدارة الغذاء والدواء الأمريكية أيضًا أنه على الرغم من طلبات الحصول على بيانات حول الآثار الصحية طويلة المدى لهذه المواد الكيميائية من الشركات المصنعة فأنها لم تتلق هذه المعلومات. علما ان هذه الحظر لا ينطبق على معقم اليدين، بسبب ان معقم اليدين يستخدم عادة الكحول لقتل الميكروبات بدلاً من التريكلوزان أو المكونات المماثلة.
وتم إصدار بيان عام 2017 من قبل 200 عالم نشر في المجلة العلمية «Environmental Health Perspectives» تحذر أن الصابون المضاد للبكتيريا غير فعال وقد يسبب أضرار صحية. كما حذر البيان من استخدام المواد المضادة للميكروبات في علب تخزين الطعام، وفي حصائر المخصصة للتمارين الرياضية، وفي الدهان.
زعمت شركة Unilever البريطانية في عام 2017 أنها ستتخلص تدريجياً من التريكلوزان والتريكلوكربان من منتجاتها بحلول نهاية ذلك العام، كما قالت إنه سيتم استبدالها «بمجموعة من البدائل، بما في ذلك مكونات الطبيعية ومكونات المستوحاة من الطبيعة مضادة للبكتيريا».
وأخيرا، تم تقديم ادعاءات في وسائل الإعلام بأن الصابون المضاد للبكتيريا أكثر فعالية من الصابون العادي في الوقاية من فيروس SARS-CoV-2. ولكن يوصي كل من مركز السيطرة على الأمراض (CDC) وإدارة الغذاء والدواء (FDA) بالصابون العادي؛ لأنه لا يوجد دليل على أن الصابون المضاد للبكتيريا أفضل، وهناك أدلة محدودة على أن الصابون المضاد للبكتريا قد يكون أسوأ على المدى الطويل.